# 完美丈夫
《完美丈夫》（英語：A Perfect Husband）是由吳奇隆擔任製片人的家庭喜劇，改編自網路小說《人人都愛我丈夫》。本劇於2011年8月27日播出。主要描述三個女人的「婚姻保衛戰」以及三個女人的友好情誼。

## 角色列表
- 戴嬌倩 飾 周媚湄
- 洪小鈴 飾 尹合歡
- 潘儀君 飾 黃　宜
- 保劍鋒 飾 趙大海
- 林保怡 飾 胡正中
- 呂頌賢 飾 李耀斌
- 霍政諺 飾 林東勝